# Harry Burton
Harry Burton (Lincolnshire, 1879 – 1940) è stato un egittologo e fotografo britannico.

## Biografia
Burton è noto principalmente per le sue accurate documentazioni fotografiche degli scavi nella Valle dei Re in Egitto durante gli anni venti del XX secolo; le sue fotografie più celebri sono quelle che ritraggono lo scavo del novembre 1922 della tomba di Tutankhamon (sigla KV62) da parte di Howard Carter. The Times pubblicò 142 di queste immagini nel numero del 21 febbraio 1923.
Passò ben otto anni a fotografare la tomba di Tutankhamon e gli oggetti che conteneva. Le sue lastre fotografiche, realizzate durante le attività di cui sopra, sono considerate le migliori fotografie archeologiche mai realizzate.
Lavorò per Theodore M. Davis fino al 1914, quando passò al servizio della Egyptian Expedition organizzata dal Metropolitan Museum of Art, collaborando spesso con Herbert E. Winlock.
Nel 2001 il Metropolitan Museum of Art ha tenuto una mostra in suo onore, intitolata The Pharaoh's Photographer: Harry Burton, Tutankhamun, and the Metropolitan's Egyptian Expedition ("Il fotografo del faraone: Harry Burton, Tutankhamon e la Metropolitan's Egyptian Expedition").